# 아돌프 슈트라우스

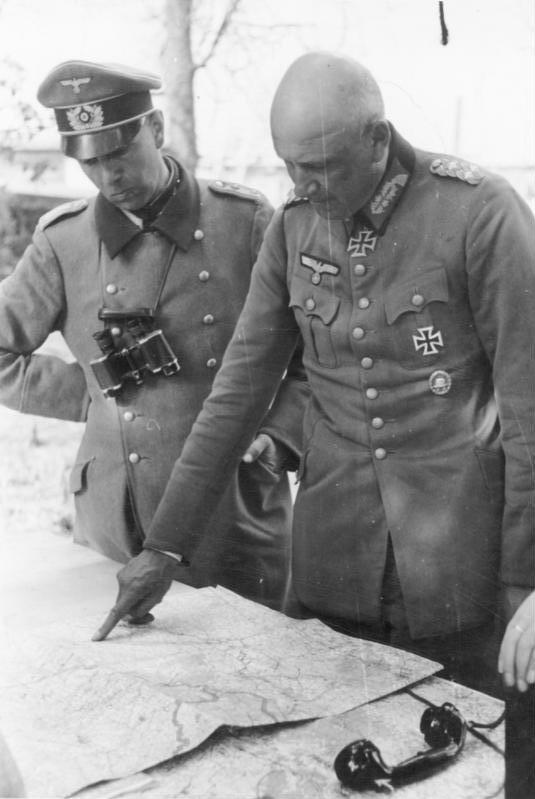
아돌프 슈트라우스 (오른쪽)

아돌프 슈트라우스(Adolf Strauß, Adolf Strauss, 1879년 9월 6일, 작센안할트주, 오셔슬레벤, 셰름케 ~ 1973년 3월 20일, 뤼베크)는 독일의 상급대장(Generaloberst)이었다.
슈트라우스는 1879년, 작센 왕국의 셰름케(Schermke)에서 태어났다. 1898년 3월에 독일제국 육군(Reichsheer)에 입대하여 '2. Unterelsässische Infanterie-Regiment Nr. 137'에 배속되었다. 뤼베크에서 제162보병연대(Infanterie-Regiment Nr. 162)에 속할 때인 1901년 10월, 소위로 임관하였고, 1910년 6월에 중위(Oberleutnant)로 승진하여, 베를린의 육군 대학에서 공부하고, 참모 장교로서의 교육을 받았다. 제1차 세계 대전이 터진 후인 1914년 10월, 대위(Hauptmann)로 승진하였고, 전쟁이 끝날 때까지 제99보병연대(Infanterie-Regiment Nr. 99)에서 대대장을 맡았다.
전후 국가방위군(Reichswehr)에 채용되어 1924년 1월, 소령(Major)으로 승진해, 드레스덴 보병학교의 교관이 되었다. 1929년 5월, 중령(Oberstleutnant)으로 승진해 제6보병연대의 참모가 되었으며, 1932년 10월, 대령(Oberst)으로 승진해 콜베르크(Kolberg)에서 제4보병연대장에 임명되었다. 1934년 9월, 베를린의 국방부(Reichswehrministerium)로 전속돼, 보병총감에 임명되었고, 그 해 12월에 소장(Generalmajor)으로 승진하고, 브레멘에서 신설된 제22사단의 사령관을 맡았다. 1937년 4월에는 중장(Generalleutnant)으로 승진해, 다음 해 10월에 제2군단 및 제2군 관할 구역의 사령관을 맡았다.
1939년 9월, 제2차 세계 대전이 발발하자, 폴란드 침공에 제2군단을 이끌고 참전해 기사철십자장을 수상하였으며, 제2군단은 그 해 10월에 서부 전선으로 이동해, 슈트라우스는 1940년 5월, 제9군(9. Armee) 사령관(Oberbefehlshaber)에 임명되었다. 1941년에는 제9군을 이끌고 중부집단군(Heeresgruppe Mitte) 소속으로 바르바로사 작전에 참전하였다. 1942년 1월, 그는 르제프 전투(Rzhev Battles)가 시작되는 동안 소련군의 초기 돌파 이후 제9군 사령관직을 발터 모델(Walter Model) 장군에게 위임하고 건강상의 이유를 사유로 물러났고, 회복한 후 예비역 장교가 되어, 1944년 가을에 동부 요새지구 사령관에 임명되었다.
전후, 영국군의 포로가 돼 1949년 5월에 석방되었고, 1973년에 뤼베크에서 별세하였다.